# 茨城県道298号高萩停車場線

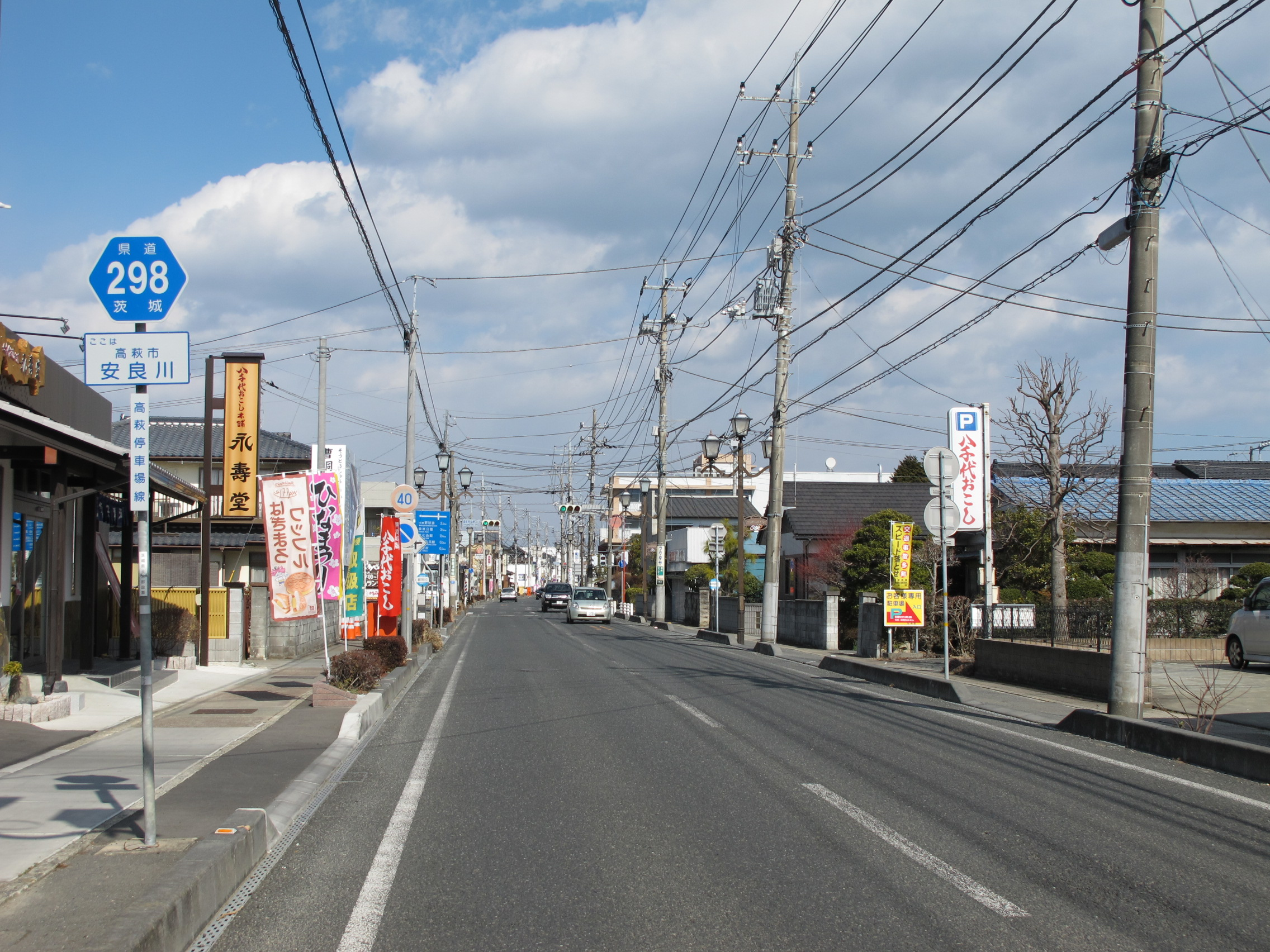
茨城県道298号高萩停車場線
高萩市安良川（2013年2月）

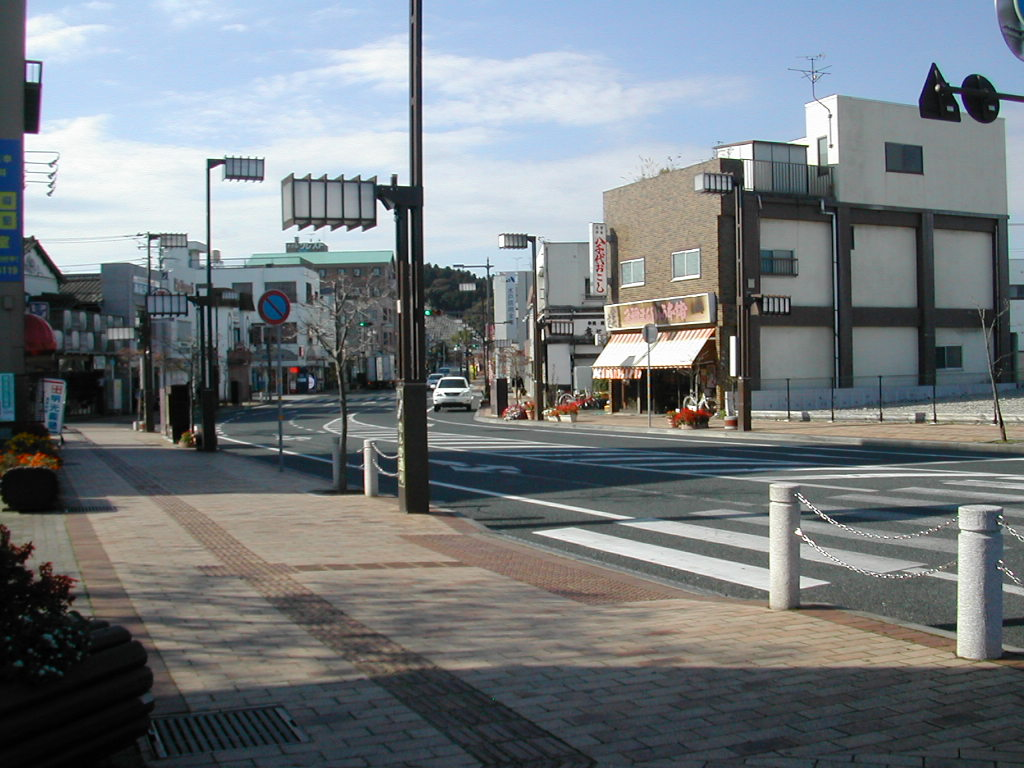
高萩停車場線（駅前れんが通り）

茨城県道298号高萩停車場線（いばらきけんどう298ごう たかはぎていしゃじょうせん）は、茨城県高萩市にあるJR常磐線高萩駅と国道461号を結ぶ茨城県の県道である。

## 概要
JR常磐線高萩駅西口と国道461号を結ぶ停車場連絡道路。高萩駅西口からまっすぐ伸びる駅前街路を進み、突き当たる丁字路（高萩駅交差点）で左折するL字線形の2車線道路である。高萩市本町2丁目（高萩駅交差点） - 終点・国道461号交点（安良川交差点）までの路線区間は、かつての陸前浜街道であった。

### 路線データ
- 起点：茨城県高萩市春日町1丁目5番地先　高萩停車場（高萩駅西側）[1]
- 終点：茨城県高萩市安良川（国道461号交点＝「安良川」交差点）[2]
- 総延長：948 m[3]
- 重用延長：なし[3]
- 未供用延長：なし[3]
- 実延長：948 m[3]
- 自動車交通不能区間延長[注釈 1]：なし[3]

## 歴史
1959年（昭和34年）10月14日、前身にあたる（旧）県道高萩停車場線（整理番号八）を廃止し
、新たな県道として高萩市大字高萩の高萩停車場を起点とし、県道上高倉高萩線（現在の国道461号にあたる）交点を終点とする区間を本路線として茨城県が県道路線認定した。

### 年表
- 1897年（明治30年）2月25日：高萩駅が開業する。
- 1920年（大正9年）4月1日：現在の路線の前身である（旧）高萩停車場線が路線認定される。[5]
- 1959年（昭和34年）10月14日：現在の路線が路線認定される[6]。
- 1995年（平成7年）3月30日：整理番号102から現在の番号（整理番号298）に変更される[7]。
- 1997年（平成9年）4月3日：高萩駅前 - 高萩市本町2丁目（高萩駅交差点）の区間が、電線共同溝を整備すべき道路の指定を受ける[8]。
- 2000年（平成12年）3月21日：起点付近の道路の区域（20m）を除外[1]。

## 路線状況
道路法の規定に基づき、以下の区間は緊急輸送道路として機能を維持するため、災害発生時の被害拡大防止を目的に道路用地内に新たに電柱を建てることが制限されている。
- 高萩市本町二丁目（高萩市道交差：高萩駅交差点） - 高萩市安良川（国道461号交差：安良川交差点）[9]

### 通称・別名
- 駅前れんが通り
起点・JR高萩駅西口前から西に延びて本町2丁目の高萩駅交差点までの駅前商店街通りの通称。電線の地中化整備により美観の良い2車線の街路。
- 陸前浜街道
本町2丁目の高萩駅交差点から終点・安良川交差点までの区間が陸前浜街道の一部に該当する。元は、明治時代につけられた街道の名称で、近年発行の地図においても陸前浜街道の呼称が記載されることがある。対向2車線。

## 地理

### 通過する自治体
- 茨城県
  - 高萩市

### 沿線
- 高萩駅（高萩市高萩）
- 高萩市役所分庁舎（高萩市本町1丁目）